# 名古屋市立大杉小学校
名古屋市立大杉小学校（なごやしりつ おおすぎしょうがっこう）は、名古屋市北区大杉三丁目にある公立小学校。

## 歴史
大杉小学校が創立されたのは、昭和初期の人口増加期にあたる。1935年（昭和10年）、杉村尋常小学校と清水尋常小学校の各学区の割譲を受け、大杉尋常小学校として設置された。
戦時中は大杉国民学校と校名を変更していたが、その当時に実施された集団疎開では437人が岐阜県不破郡宮代町および垂井町の見性寺・真禅寺・大慈寺・専精寺・願林寺・正行院・玉泉寺などに分かれて生活することとなった。校舎は1945年（昭和20年）4月7日の名古屋大空襲により全焼した。
疎開児童の引き揚げと同時に、学校本部を下飯田国民学校に移すこととなった。その後、1946年（昭和21年）6月には杉村国民学校において4年以下の児童の受け入れが行われた。新校舎が成ったのは翌年の9月になってからであった。

### 児童数の変遷
『愛知県小中学校誌』（2018年）によると、児童数の変遷は以下の通りである。
| 1947年（昭和22年） | 1010人 |  |
| 1957年（昭和32年） | 1382人 |  |
| 1967年（昭和42年） | 887人  |  |
| 1977年（昭和52年） | 738人  |  |
| 1987年（昭和62年） | 429人  |  |
| 1997年（平成9年）  | 319人  |  |
| 2007年（平成19年） | 246人  |  |
| 2017年（平成29年） | 255人  |  |

## 通学区域
所管する名古屋市教育委員会は、2018年（平成30年）9月1日現在、北区のうち、生駒町1～4丁目・大蔵町・大杉町1～4丁目・大杉一丁目・大杉二丁目・大杉三丁目・猿投町・志賀本通・神明町・城東町1～4丁目・中杉町・長田町1丁目・水切町1～4丁目の全域および清水二丁目・清水五丁目・杉村一丁目・芳野二丁目の各一部を通学区域として指定している。
また、卒業後の進学先は名古屋市立八王子中学校となっている。

## 交通アクセス
- 名古屋市営地下鉄名城線 志賀本通駅が最寄り駅である[WEB 1]。

### WEB
1. 1 2  名古屋市教育委員会事務局総務部企画経理課企画統計係 (2018年9月18日). “北区の小・中学校一覧”.   名古屋市. 2018年11月14日閲覧。
2. ↑  名古屋市教育委員会事務局総務部教育環境計画室計画係 (2018年9月1日). “名古屋市立小・中学校の通学区域一覧（北区）” (PDF).   名古屋市. 2018年11月15日閲覧。
3. ↑  名古屋市教育委員会事務局総務部教育環境計画室計画係 (2018年4月1日). “名古屋市立中学校区一覧（小→中）” (PDF).   名古屋市. 2018年11月14日閲覧。

### 文献
1. ↑  北区制50周年記念事業実行委員会 1994, p. 360.
2. ↑  北区制50周年記念事業実行委員会 1994, p. 402.
3. ↑  北区制50周年記念事業実行委員会 1994, p. 410.
4. 1 2 3  北区制50周年記念事業実行委員会 1994, p. 429.
5. ↑  六三制教育七十周年記念 愛知県小中学校誌 合同記念誌編集特別委員会 2018, p. 176.